# Mercetaspis sureyanus
Mercetaspis sureyanus är en insektsart som först beskrevs av Bodenheimer 1941.  Mercetaspis sureyanus ingår i släktet Mercetaspis och familjen pansarsköldlöss. Inga underarter finns listade i Catalogue of Life.